# América Futebol Clube (São José do Rio Preto)
L'América Futebol Clube, noto anche come América de Rio Preto o semplicemente come América, è una società calcistica brasiliana con sede nella città di São José do Rio Preto, nello stato di San Paolo.

## Storia
Il 28 gennaio 1946, nell'Hotel São Paulo, Antônio Tavares Pereira Lima, ingegnere dell'Estrada de Ferro Araraquarense, Vitor Buongermino, 53 sportivi locali, e gli editori di due giornali locali (A Folha de Rio Preto e A Notícia), fondarono una squadra per rivaleggiare all'unica squadra esistente in città all'epoca, il Bancários. Il club venne chiamato América Futebol Clube ed il nome del club è un riferimento all'America Football Club di Rio de Janeiro.
Gli altri nomi suggeriti erano Dínamo e Flamengo.
Il 17 marzo 1946, l'América ha giocato la sua prima partita. L'América vinse 3-1 contro la Ferroviária di Araraquara. Il primo gol dell'América è stato fatto da Quirino. Gli undici iniziali dell'América erano Bob, Hugo, Edgar, De Lúcia, Quirino, Miguelzinho, Morgero, Dema, Pereira Lima, Fordinho, e Birigui. Nelsinho entrò al posto di Pereira Lima durante la partita.
Nel 1957, il club ha vinto il suo primo titolo, il Campeonato Paulista Série A2, terminando sopra il São Bento. Il club venne così promosso nella massima divisione statale.
Nel 1978, l'América ha partecipato per la prima volta al Campeonato Brasileiro Série A, terminando al 38º posto.
Nel 1980, il club ha partecipato per la seconda volta al Campeonato Brasileiro Série A, terminando al 32º posto.
Nel 2006, l'América ha vinto la Copa São Paulo de Futebol Júnior, dopo aver sconfitto in finale il Comercial di Ribeirão Preto.

## Palmarès

### Competizioni statali
- Campeonato Paulista Série A2: 3

1957, 1963, 1999

### Competizioni giovanili
- Copa São Paulo de Futebol Júnior: 1

2006